# Stoff
Stoff reprezintă denumirea dată de către cercetătorii germani în timpul celui de-al doilea război mondial, unor substanțe speciale concepute pentru propulsia rachetelor. În limba germană, Stoff înseamnă aproximativ material sau substanță. Aceste substanțe au fost identificate prin nume de cod formate dintr-o literă.

## Exemple
- A-Stoff : oxigen lichid (utilizat cu B-Stoff în rachetele V-2)
- B-Stoff : hidrat de hidrazină (utilizat cu A-Stoff în rachetele V-2)
- C-Stoff: 57% metanol + 43% hidrat de hidrazină + 13% apă
- E-Stoff: Etanol
- H-Stoff: hidrogen lichid
- K-Stoff: metilclorformiat, un combustibil solid
- M-Stoff : metanol
- N-Stoff : trifluorură de clor
- R-Stoff : 57% xilidină + 43% trietilamină
- S-Stoff : 90-97% acid azotic + 3-10% acid sulfuric sau clorură ferică
- SV-Stoff: 85-90% acid azotic + 10-15% acid sulfuric, sau 95% acid azotic + 5% peroxid de azot
- T-Stoff: 80% peroxid de hidrogen + 20% apă; stabilizatori: acid fosforic, fosfat de sodiu, 8-Oxyquinoline
- Z-Stoff : permanganat de potasiu, permanganat de sodiu, sau calciu permanganat, utilizat drept catalizator de descompunere în T-Stoff.[1][2]